# Галюцинація в дусі Рафаеля
«Галюцина́ція в ду́сі Рафае́ля» — картина іспанського художника  Сальвадора Далі, написана у 1979 році. Зберігається у Театрі-музеї Сальвадора Далі у Фігерасі.

## Опис
Ця робота, так само як і полотно «Світанок, полудень, захід і сутінки», була написана для ретроспективної виставки Далі в Парижі. Це одна з найбільш експресивних картин митця, хоча в ній дуже мало елементів. Художник використовує тона й напівтона самого дерева, зводячи до мінімуму втручання живопису та обмежуючись лише окремими мазками охри та мідної зелені, аби за цими натяками глядач міг відшукати безліч візуальних образів: село, річка, людські фігури, фантастичні пейзажі та, праворуч, фігуру в рафаелевському стилі, яка дала назву картині й зобов'язана своїм походженням одному з персонажів картини Рефаеля «Пожежа в Борго».
Цей персонаж несе на голові великий глиняний глечик з водою. Цим Далі користується для того, аби по краю глечика провести лінію горизонту, об'єднуючу всю композицію. Це — єдине місце на картині, де з'являється яскраво-синій колір, даючи глядачеві відчуття води й горизонту над морем. А над усім цим повторюються відтінки, що викликають відчуття різних погодних умов: затишшя, спокій, дощ або яскраве сонячне світло.